# Pan árabe
El jubz, jobz, jbez, jébez (en árabe comúnmente llamado خبز عربي jubz ʿárabī, 'pan árabe' o también خبز البلدي jubz al-baladī 'pan de aquí') o en castellano pan árabe, es el pan plano típico de la cocina árabe, particularmente de Oriente Medio, es decir, de Egipto, los países del Golfo y el Levante. El pan jubz es más grande que el pita, que se puede hacer en un sartén.
La masa no contiene levadura, y es amasada de la misma manera que una pizza. El jubz se cocina en un tipo especial de horno, en el cual se «pega» a las paredes interiores, que son de piedra. El impacto de adherir la pasta a la pared caliente del horno hace que se cocine y permanece así hasta que las burbujas de pan se empiezan a poner marrones. En ese momento se retira y ya se considera listo para ser consumido.

## Terminología
- En árabe clásico, خُبْز عَرَبِيّ  AFI: /xabz ʕa.ra.biː/ o simplemente  خُبْز AFI: /xabz/
- En árabe hiyazí, عيش عربى ʿīš ʿarabī AFI: /ʕiːʃ ʕarabiː/
- En árabe levantino, خبز AFI: /ˈxabaz/ⓘ
- En árabe magrebí, AFI: /xubz/ⓘ

Transcripciones: 
- DMG: ḫubz
- Estándar Fundéu para el español: jubz
- Inglés, francés: khubz
- Arabizi: 5ubz